# Маракай
Маракай (ісп. Maracay) — місто на півночі Венесуели. Столиця та найбільше місто штату Арагуа.
Населення — 396 000 жителів (2001).

## Географія
Місто розташовано за 25 км від узбережжя Карибського моря, від якого його відділяє гірський хребет, за 80 км на захід від Каракаса, за 3 км на схід від озера Валенсія.

### Клімат
Місто знаходиться у зоні, котра характеризується кліматом тропічних саван. Найтепліший місяць — квітень із середньою температурою 26.7 °C (80 °F). Найхолодніший місяць — січень, із середньою температурою 23.9 °С (75 °F).
| Клімат Маракая          | Клімат Маракая | Клімат Маракая | Клімат Маракая | Клімат Маракая | Клімат Маракая | Клімат Маракая | Клімат Маракая | Клімат Маракая | Клімат Маракая | Клімат Маракая | Клімат Маракая | Клімат Маракая | Клімат Маракая |
| Показник                | Січ.           | Лют.           | Бер.           | Квіт.          | Трав.          | Черв.          | Лип.           | Серп.          | Вер.           | Жовт.          | Лист.          | Груд.          | Рік            |
| Абсолютний максимум, °C | 33             | 36             | 37             | 36             | 35             | 35             | 32             | 32             | 33             | 33             | 35             | 33             | 37             |
| Середній максимум, °C   | 31             | 32             | 32             | 32             | 31             | 30             | 30             | 30             | 31             | 31             | 32             | 31             | 31             |
| Середня температура, °C | 24             | 24             | 24             | 26             | 26             | 25             | 25             | 25             | 25             | 25             | 25             | 24             | 25             |
| Середній мінімум, °C    | 17             | 17             | 17             | 21             | 21             | 21             | 20             | 20             | 20             | 20             | 18             | 17             | 19             |
| Абсолютний мінімум, °C  | 10             | 12             | 12             | 15             | 17             | 17             | 17             | 17             | 17             | 17             | 13             | 13             | 10             |
| Норма опадів, мм        | 0              | 10             | 0              | 20             | 100            | 140            | 130            | 200            | 130            | 80             | 40             | 20             | 910            |
| Днів з дощем            | 1              | 1              | 0              | 2              | 6              | 10             | 9              | 12             | 7              | 5              | 3              | 2              | 61             |
| Вологість повітря, %    | 70             | 66             | 62             | 66             | 74             | 77             | 79             | 81             | 80             | 78             | 76             | 74             | 74             |
| ----------------------- | -------------- | -------------- | -------------- | -------------- | -------------- | -------------- | -------------- | -------------- | -------------- | -------------- | -------------- | -------------- | -------------- |
| Джерело: Weatherbase    |                |                |                |                |                |                |                |                |                |                |                |                |                |

## Економіка
Маракай є промисловим центром: текстильна, паперова, тютюнова тощо. Центр сільськогосподарського регіону, де вирощуються какао, кава, тютюн.

## Пам'ятки
В місті розміщується мавзолей венесуельського диктатора Хуана Вісенте Гомеса.

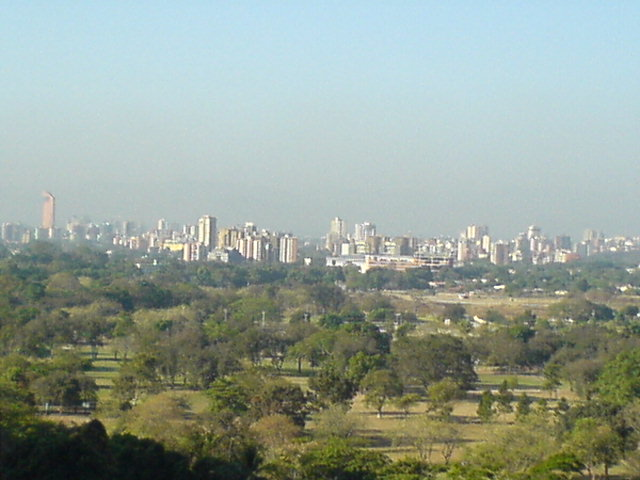
Зелена зона міста
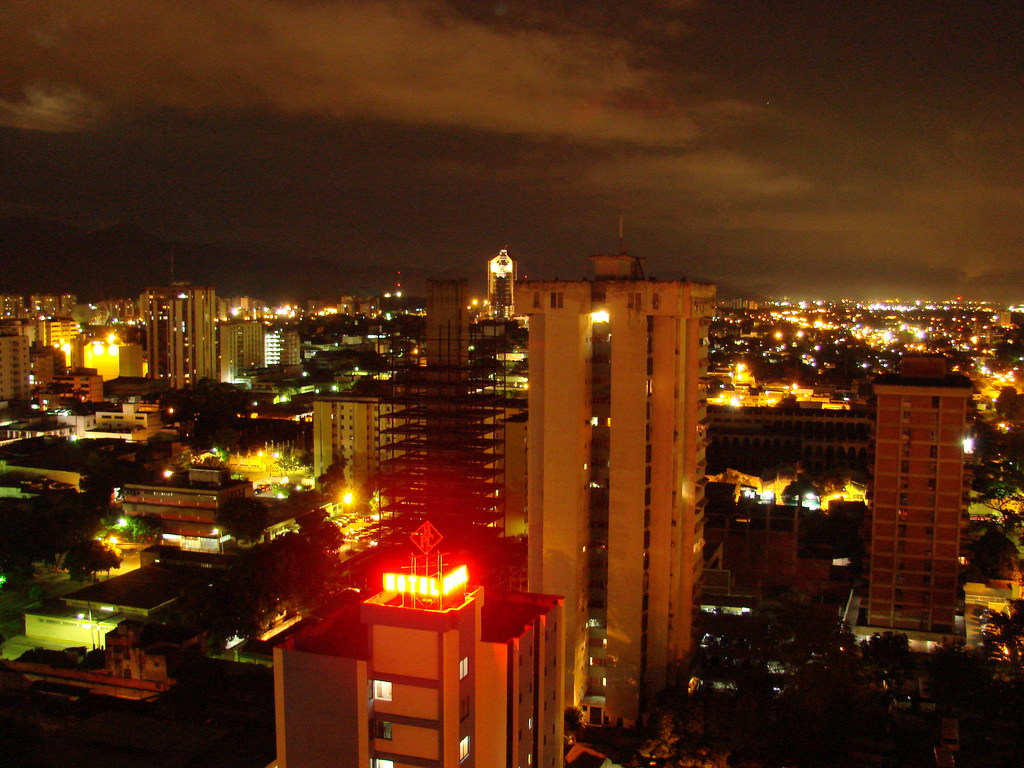
Маракай вечірній
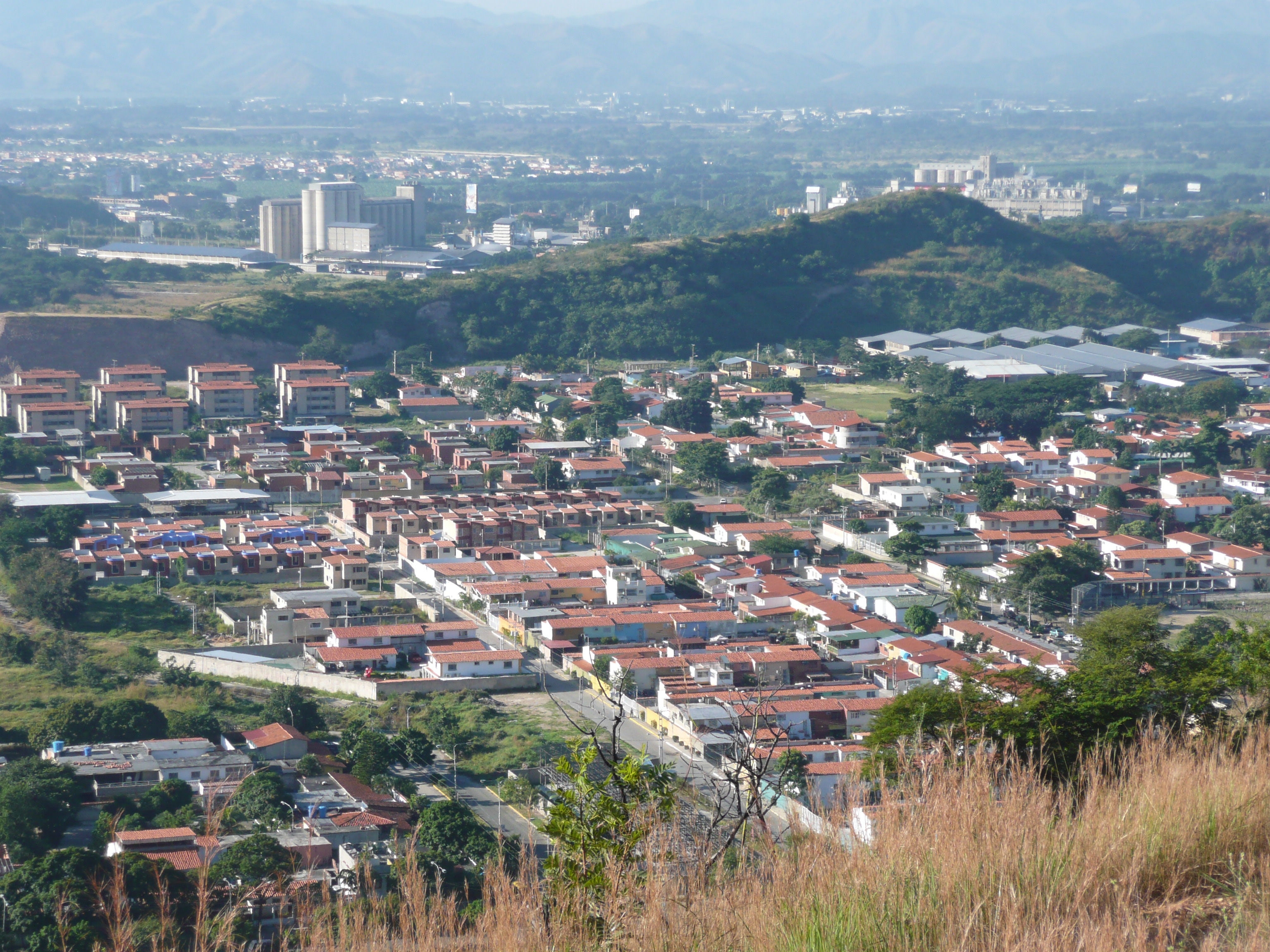
Турмеро, околиця Маракай
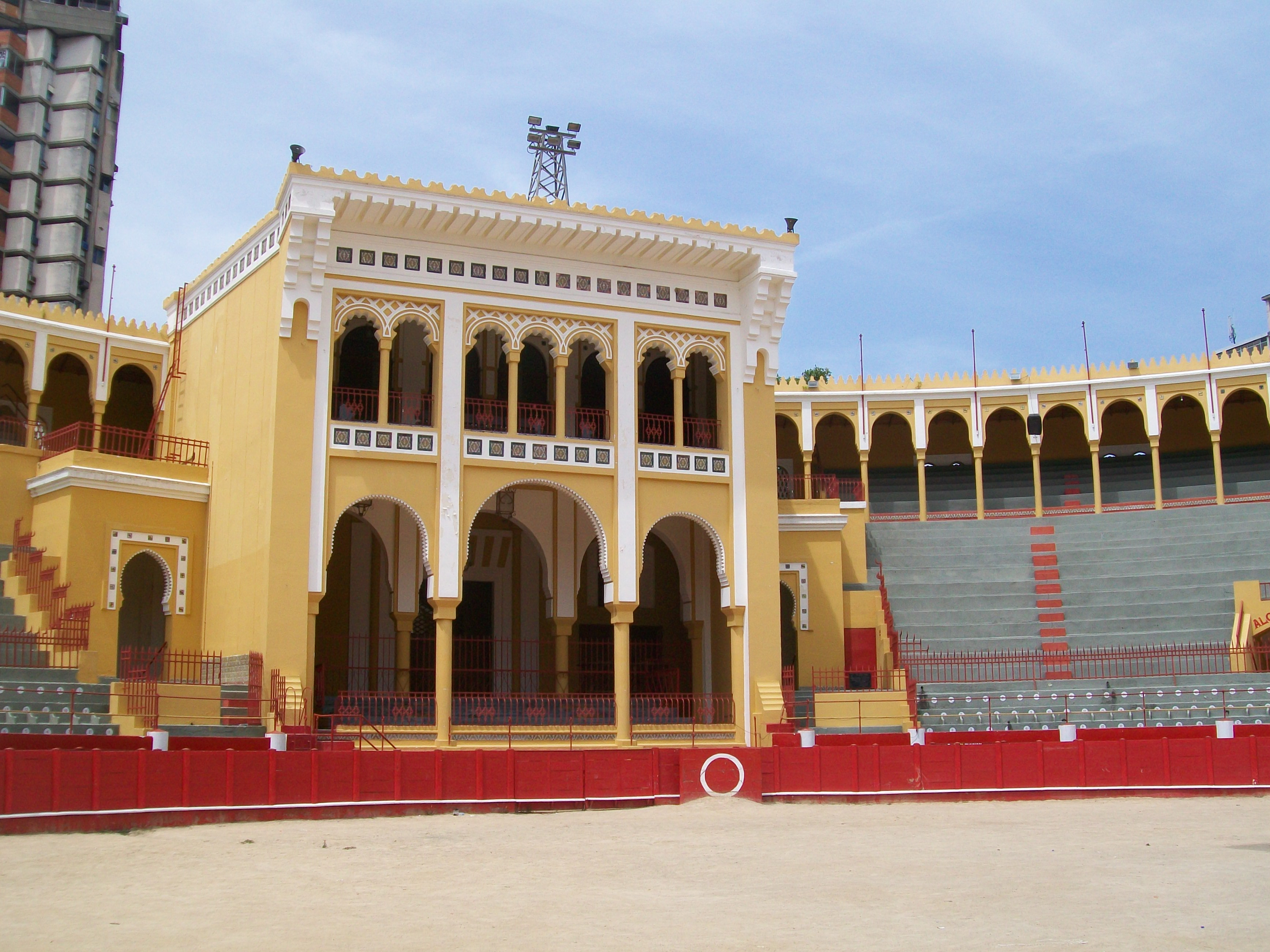
Арени Сесар Гірон